# 辻澤亜唯
辻澤 亜唯（つじさわ あい、2005年12月17日 - ）は、福岡県北九州市出身の女子サッカー選手。INAC神戸レオネッサ所属。ポジションはフォワード。元サッカー日本代表の本山雅志は叔父。

## 経歴

### ユース
姉と兄の影響で、3歳からサッカーを始めた。
2021年、同郷出身の杉田妃和の影響から、藤枝順心高等学校に進学。
2022年11月、皇后杯 JFA 第44回全日本女子サッカー選手権大会1回戦の福岡J・アンクラス戦にて、なでしこリーグ所属のチーム相手にハットトリックを達成したが、その試合で左足首を負傷し、長期離脱を強いられた。
2023年7月、令和5年度全国高等学校総合体育大会(インターハイ)で聖和学園高等学校を破り優勝。同年12月、皇后杯 JFA 第45回全日本女子サッカー選手権大会3回戦にて、その年のなでしこリーグ1部優勝チームであるオルカ鴨川FC相手に試合終了間際に決勝ゴールを決め、昨年に続き格上相手にハットトリックを達成した。
2024年1月、自身最初で最後となる第32回全日本高等学校女子サッカー選手権大会で優勝し、チームの大会2連覇と高校女子2冠を達成した。

### シニア
2023年12月22日、2024年2月からINAC神戸レオネッサに加入することが内定した。
2024年3月24日、第12節AC長野パルセイロ・レディース戦にWEリーグ初出場し、出場4試合目となる同年4月28日の第17節マイナビ仙台レディース戦で初得点を含む2得点を挙げた。しかし、5月2日の第18節ちふれASエルフェン埼玉で負傷交代し、左膝前十字靭帯損傷（全治8ヶ月）と診断された。

### 代表
2022年9月、インドで行われた2022 FIFA U-17女子ワールドカップ代表メンバーに選出され、大会では計4試合に出場し、グループリーグ初戦のタンザニア戦で1得点を挙げた。

## 個人成績

### クラブ
| クラブ             | シーズン | リーグ | 背番号 | リーグ戦 | リーグ戦 | カップ戦 | カップ戦 | リーグ杯 | リーグ杯 | AFC  | AFC  | 合計 | 合計 |
| クラブ             | シーズン | リーグ | 背番号 | 出場     | 得点     | 出場     | 得点     | 出場     | 得点     | 出場 | 得点 | 出場 | 得点 |
| ------------------ | -------- | ------ | ------ | -------- | -------- | -------- | -------- | -------- | -------- | ---- | ---- | ---- | ---- |
| 藤枝順心高等学校   | 2022     | —      | 15     | —        | —        | 1        | 3        | —        | —        | —    | —    | 1    | 3    |
| 藤枝順心高等学校   | 2023     | —      | 11     | —        | —        | 3        | 4        | —        | —        | —    | —    | 3    | 4    |
| 藤枝順心高等学校   | 通算     | 通算   | 通算   | 0        | 0        | 4        | 7        | 0        | 0        | 0    | 0    | 4    | 7    |
| INAC神戸レオネッサ | 2023-24  | WE     | 29     | 5        | 2        | -        | -        | -        | -        | -    | -    | 5    | 2    |
| INAC神戸レオネッサ | 2024-25  | WE     | 29     | 0        | 0        | 0        | 0        | 0        | 0        | -    | -    | 0    | 0    |
| INAC神戸レオネッサ | 通算     | 通算   | 通算   | 5        | 2        | 0        | 0        | 0        | 0        | 0    | 0    | 5    | 2    |
| 通算               | 日本     | 日本   | 1部    | 5        | 2        | 0        | 0        | 0        | 0        | 0    | 0    | 5    | 2    |
| 通算               | 日本     | 日本   | その他 | 0        | 0        | 4        | 7        | 0        | 0        | 0    | 0    | 4    | 7    |
| 総通算             | 総通算   | 総通算 | 総通算 | 5        | 2        | 4        | 7        | 0        | 0        | 0    | 0    | 9    | 9    |

- WEリーグ
  - 初出場 - 2024年3月24日 第12節 AC長野パルセイロ・レディース戦 (ノエビアスタジアム神戸)[9]
  - 初得点 - 2024年4月28日 第17節 マイナビ仙台レディース戦 (ユアテックスタジアム仙台)[9]

### 代表

#### 主な選出歴
- U-17日本女子代表
  - 2022年 - FIFA U-17女子ワールドカップ インド大会

## タイトル

### クラブ
- 藤枝順心高等学校
  - 全国高等学校総合体育大会サッカー競技大会（インターハイ）: 1回 (2023)
  - 全日本高等学校女子サッカー選手権大会: 2回 (2022[注釈 3]、2023)